# Москенесьой
Москенесьой (на букмол: Moskenesøya; на нюношк: Moskenesøya) е остров в Норвежко море, част от Лофотенските острови във фюлке Норлан в северната част на Норвегия. Площта му е 186 km² и влиза в състава на общините Москенес, чието име носи, и Флакстад. Островът има около 1263 жители.